# Hannah Ludwig
Hannah Ludwig (Heidelberg, 15 febbraio 2000) è una ciclista su strada tedesca che corre per il team Cofidis. Attiva in formazioni UCI dal 2019, ha vinto due titoli europei Under-23 cronometro, nel 2019 e 2020.

## Palmarès
- 2018 (Juniores)

Campionati tedeschi, Prova in linea Junior
Campionati tedeschi, Prova a cronometro Junior
- 2019 (Canyon-SRAM Racing, una vittoria)

Campionati europei, Prova a cronometro Under-23
- 2020 (Canyon-SRAM Racing, una vittoria)

Campionati europei, Prova a cronometro Under-23
- 2024 (Cofidis Women Team, una vittoria)

Navarra Women's Elite Classic

### Altri successi
- 2019 (Canyon-SRAM Racing)

Classifica giovani BeNe Ladies Tour

## Piazzamenti

### Grandi giri
- Giro d'Italia

2022: non partita (1ª tappa)
2023: 49ª
2024: 45ª
- Tour de France

2022: 106ª
2023: 71ª
2024: 23ª
- Vuelta a España

2022: 58ª

### Competizioni mondiali
- Campionati del mondo

Bergen 2017 - Cronometro Junior: 4ª
Bergen 2017 - In linea Junior: 15ª
Innsbruck 2018 - Cronometro Junior: 10ª
Innsbruck 2018 - In linea Junior: 19ª
- Giochi olimpici

Tokyo 2020 - In linea: 41ª

### Competizioni continentali
- Campionati europei

Herning 2017 - Cronometro Junior: 5ª
Herning 2017 - In linea Junior: 36ª
Brno 2018 - Cronometro Junior: 2ª
Brno 2018 - In linea Junior: 3ª
Alkmaar 2019 - Cronometro Under-23: vincitrice
Alkmaar 2019 - In linea Under-23: 49ª
Plouay 2020 - Cronometro Under-23: vincitrice
Plouay 2020 - In linea Under-23: 27ª
Trento 2021 - Cronometro Under-23: 2ª
Trento 2021 - In linea Under-23: 13ª
Drenthe 2023 - In linea Elite: 69ª
- Giochi europei

Minsk 2019 - In linea: 62ª